# الستادهاگ
الستادهاگ (به لاتین: Alstadhaug) یک منطقهٔ مسکونی در نروژ است که در تروندلاگ واقع شده‌است.

## خصوصیات
الستادهاگ ۵۳ متر بالاتر از سطح دریا واقع شده‌است.